# Gran Premio motociclistico d'Aragona 2019
Il Gran Premio motociclistico d'Aragona 2019 è stata la quattordicesima prova su diciannove del motomondiale 2019 ed è stato disputato il 22 settembre sul Motorland Aragón. Le vittorie nelle tre classi sono andate rispettivamente a Marc Márquez in MotoGP, a Brad Binder in Moto2 e a Arón Canet in Moto3.

## MotoGP

### Arrivati al traguardo
| Pos. | Nº | Pilota            | Squadra                     | Motocicletta       | Giri | Tempo     | Griglia | Punti |
| ---- | -- | ----------------- | --------------------------- | ------------------ | ---- | --------- | ------- | ----- |
| 1º   | 93 | Marc Márquez      | Repsol Honda                | Honda RC213V       | 23   | 41'57.221 | 1º      | 25    |
| 2º   | 4  | Andrea Dovizioso  | Ducati Team                 | Ducati Desmosedici | 23   | +4,836    | 10º     | 20    |
| 3º   | 43 | Jack Miller       | Pramac Racing               | Ducati Desmosedici | 23   | +5,430    | 4º      | 16    |
| 4º   | 12 | Maverick Viñales  | Monster Energy Yamaha       | Yamaha YZR-M1      | 23   | +5,811    | 3º      | 13    |
| 5º   | 20 | Fabio Quartararo  | Petronas Yamaha SRT         | Yamaha YZR-M1      | 23   | +8,924    | 2º      | 11    |
| 6º   | 35 | Cal Crutchlow     | LCR Honda Castrol           | Honda RC213V       | 23   | +10,390   | 7º      | 10    |
| 7º   | 41 | Aleix Espargaró   | Aprilia Racing Team Gresini | Aprilia RS-GP      | 23   | +10,441   | 5º      | 9     |
| 8º   | 46 | Valentino Rossi   | Monster Energy Yamaha       | Yamaha YZR-M1      | 23   | +23,623   | 6º      | 8     |
| 9º   | 42 | Álex Rins         | Suzuki Ecstar               | Suzuki GSX-RR      | 23   | +27,998   | 13º     | 7     |
| 10º  | 30 | Takaaki Nakagami  | LCR Honda Idemitsu          | Honda RC213V       | 23   | +31,242   | 14º     | 6     |
| 11º  | 29 | Andrea Iannone    | Aprilia Racing Team Gresini | Aprilia RS-GP      | 23   | +32,624   | 11º     | 5     |
| 12º  | 9  | Danilo Petrucci   | Ducati Team                 | Ducati Desmosedici | 23   | +33,043   | 15º     | 4     |
| 13º  | 88 | Miguel Oliveira   | Red Bull KTM Tech 3         | KTM RC16           | 23   | +33,063   | 17º     | 3     |
| 14º  | 36 | Joan Mir          | Suzuki Ecstar               | Suzuki GSX-RR      | 23   | +33,363   | 9º      | 2     |
| 15º  | 53 | Esteve Rabat      | Reale Avintia Racing        | Ducati Desmosedici | 23   | +36,358   | 18º     | 1     |
| 16º  | 63 | Francesco Bagnaia | Pramac Racing               | Ducati Desmosedici | 23   | +41,295   | 16º     |       |
| 17º  | 82 | Mika Kallio       | Red Bull KTM Factory Racing | KTM RC16           | 23   | +42,983   | 19º     |       |
| 18º  | 17 | Karel Abraham     | Reale Avintia Racing        | Ducati Desmosedici | 23   | +43,880   | 22º     |       |
| 19º  | 38 | Bradley Smith     | Aprilia Racing              | Aprilia RS-GP      | 23   | +44,279   | 23º     |       |
| 20º  | 99 | Jorge Lorenzo     | Repsol Honda                | Honda RC213V       | 23   | +46,087   | 20º     |       |
| 21º  | 55 | Hafizh Syahrin    | Red Bull KTM Tech 3         | KTM RC16           | 23   | +47,308   | 21º     |       |

### Ritirato
| Nº | Pilota            | Squadra             | Motocicletta  | Giri | Griglia |
| -- | ----------------- | ------------------- | ------------- | ---- | ------- |
| 21 | Franco Morbidelli | Petronas Yamaha SRT | Yamaha YZR-M1 | 0    | 8º      |

## Moto2

### Arrivati al traguardo
| Pos. | Nº | Pilota                | Squadra                     | Motocicletta | Giri | Tempo     | Griglia | Punti |
| ---- | -- | --------------------- | --------------------------- | ------------ | ---- | --------- | ------- | ----- |
| 1º   | 41 | Brad Binder           | Red Bull KTM Ajo            | KTM          | 21   | 39'45.177 | 3º      | 25    |
| 2º   | 9  | Jorge Navarro         | HDR Heidrun Speed Up        | Speed Up     | 21   | +0,787    | 6º      | 20    |
| 3º   | 73 | Álex Márquez          | EG 0,0 Marc VDS             | Kalex        | 21   | +2,876    | 1º      | 16    |
| 4º   | 10 | Luca Marini           | SKY Racing Team VR46        | Kalex        | 21   | +5,387    | 4º      | 13    |
| 5º   | 22 | Sam Lowes             | Federal Oil Gresini         | Kalex        | 21   | +5,601    | 9º      | 11    |
| 6º   | 12 | Thomas Lüthi          | Dynavolt Intact GP          | Kalex        | 21   | +9,695    | 5º      | 10    |
| 7º   | 27 | Iker Lecuona          | American Racing KTM         | KTM          | 21   | +11,650   | 10º     | 9     |
| 8º   | 7  | Lorenzo Baldassarri   | Flexbox HP 40               | Kalex        | 21   | +12,546   | 11º     | 8     |
| 9º   | 88 | Jorge Martín          | Red Bull KTM Ajo            | KTM          | 21   | +14,775   | 14º     | 7     |
| 10º  | 97 | Xavi Vierge           | EG 0,0 Marc VDS             | Kalex        | 21   | +15,393   | 7º      | 6     |
| 11º  | 21 | Fabio Di Giannantonio | HDR Heidrun Speed Up        | Speed Up     | 21   | +15,495   | 12º     | 5     |
| 12º  | 11 | Nicolò Bulega         | SKY Racing Team VR46        | Kalex        | 21   | +15,625   | 8º      | 4     |
| 13º  | 87 | Remy Gardner          | ONEXOX TKKR SAG             | Kalex        | 21   | +15,859   | 13º     | 3     |
| 14º  | 62 | Stefano Manzi         | MV Agusta Temporary Forward | MV Agusta F2 | 21   | +21,838   | 19º     | 2     |
| 15º  | 72 | Marco Bezzecchi       | Red Bull KTM Tech 3         | KTM          | 21   | +21,859   | 16º     | 1     |
| 16º  | 35 | Somkiat Chantra       | Idemitsu Honda Team Asia    | Kalex        | 21   | +22,659   | 18º     |       |
| 17º  | 5  | Andrea Locatelli      | Italtrans Racing            | Kalex        | 21   | +25,897   | 15º     |       |
| 18º  | 64 | Bo Bendsneyder        | NTS RW Racing GP            | NTS          | 21   | +28,609   | 21º     |       |
| 19º  | 77 | Dominique Aegerter    | MV Agusta Temporary Forward | MV Agusta F2 | 21   | +28,943   | 24º     |       |
| 20º  | 2  | Jesko Raffin          | Dynavolt Intact GP          | Kalex        | 21   | +28,679   | 22º     |       |
| 21º  | 24 | Simone Corsi          | NTS RW Racing GP            | NTS          | 21   | +37,526   | 26º     |       |
| 22º  | 40 | Augusto Fernández     | Flexbox HP 40               | Kalex        | 21   | +41,050   | 2º      |       |
| 23º  | 96 | Jake Dixon            | Gaviota Ángel Nieto Team    | KTM          | 21   | +42,644   | 25º     |       |
| 24º  | 33 | Enea Bastianini       | Italtrans Racing            | Kalex        | 21   | +45,942   | 20º     |       |
| 25º  | 3  | Lukas Tulovic         | Kiefer Racing               | KTM          | 21   | +50,680   | 28º     |       |
| 26º  | 65 | Philipp Öttl          | Red Bull KTM Tech 3         | KTM          | 21   | +52,367   | 27º     |       |
| 27º  | 18 | Xavier Cardelús       | Gaviota Ángel Nieto Team    | KTM          | 21   | +1'09.114 | 29º     |       |
| 28º  | 6  | Gabriele Ruiu         | Tasca Racing                | Kalex        | 21   | +1'16.241 | 31º     |       |
| 29º  | 31 | Gerry Salim           | Idemitsu Honda Team Asia    | Kalex        | 21   | +1'16.381 | 30º     |       |
| 30º  | 16 | Joe Roberts           | American Racing KTM         | KTM          | 21   | +1'18.820 | 23º     |       |

### Ritirato
| Nº | Pilota            | Squadra         | Motocicletta | Giri | Griglia |
| -- | ----------------- | --------------- | ------------ | ---- | ------- |
| 45 | Tetsuta Nagashima | ONEXOX TKKR SAG | Kalex        | 6    | 17º     |

## Moto3

### Arrivati al traguardo
| Pos. | Nº | Pilota              | Squadra                     | Motocicletta  | Giri | Tempo     | Griglia | Punti |
| ---- | -- | ------------------- | --------------------------- | ------------- | ---- | --------- | ------- | ----- |
| 1º   | 44 | Arón Canet          | Sterilgarda Max Racing Team | KTM RC 250 GP | 19   | 38'01.916 | 1º      | 25    |
| 2º   | 79 | Ai Ogura            | Honda Team Asia             | Honda NSF250R | 19   | +4,581    | 2º      | 20    |
| 3º   | 7  | Dennis Foggia       | SKY Racing Team VR46        | KTM RC 250 GP | 19   | +4,663    | 11º     | 16    |
| 4º   | 17 | John McPhee         | Petronas Sprinta Racing     | Honda NSF250R | 19   | +4,729    | 9º      | 13    |
| 5º   | 21 | Alonso López        | Estrella Galicia 0,0        | Honda NSF250R | 19   | +4,842    | 6º      | 11    |
| 6º   | 24 | Tatsuki Suzuki      | SIC58 Squadra Corse         | Honda NSF250R | 19   | +4,947    | 8º      | 10    |
| 7º   | 11 | Sergio García       | Estrella Galicia 0,0        | Honda NSF250R | 19   | +5,085    | 29º     | 9     |
| 8º   | 75 | Albert Arenas       | Gaviota Ángel Nieto Team    | KTM RC 250 GP | 19   | +5,483    | 13º     | 8     |
| 9º   | 19 | Gabriel Rodrigo     | Kömmerling Gresini          | Honda NSF250R | 19   | +5,773    | 14º     | 7     |
| 10º  | 14 | Tony Arbolino       | VNE Snipers                 | Honda NSF250R | 19   | +8,812    | 7º      | 6     |
| 11º  | 48 | Lorenzo Dalla Porta | Leopard Racing              | Honda NSF250R | 19   | +8,579    | 12º     | 5     |
| 12º  | 99 | Carlos Tatay        | Fundación Andreas Pérez 77  | KTM RC 250 GP | 19   | +8,900    | 3º      | 4     |
| 13º  | 71 | Ayumu Sasaki        | Petronas Sprinta Racing     | Honda NSF250R | 19   | +8,905    | 10º     | 3     |
| 14º  | 13 | Celestino Vietti    | SKY Racing Team VR46        | KTM RC 250 GP | 19   | +8,970    | 5º      | 2     |
| 15º  | 84 | Jakub Kornfeil      | Redox PrüstelGP             | KTM RC 250 GP | 19   | +9,197    | 4º      | 1     |
| 16º  | 16 | Andrea Migno        | WWR                         | KTM RC 250 GP | 19   | +13,455   | 17º     |       |
| 17º  | 40 | Darryn Binder       | CIP Green Power             | KTM RC 250 GP | 19   | +13,551   | 27º     |       |
| 18º  | 12 | Filip Salač         | Redox PrüstelGP             | KTM RC 250 GP | 19   | +13,561   | 16º     |       |
| 19º  | 67 | Gerard Riu Male     | Baiko Racing                | KTM RC 250 GP | 19   | +13,790   | 24º     |       |
| 20º  | 10 | Julian Jose Garcia  | VNE Snipers                 | Honda NSF250R | 19   | +13,891   | 25º     |       |
| 21º  | 25 | Raúl Fernández      | Gaviota Ángel Nieto Team    | KTM RC 250 GP | 19   | +14,197   | 21º     |       |
| 22º  | 32 | Davide Pizzoli      | SIC58 Squadra Corse         | Honda NSF250R | 19   | +16,586   | 23º     |       |
| 23º  | 82 | Stefano Nepa        | Reale Avintia Arizona 77    | KTM RC 250 GP | 19   | +20,338   | 19º     |       |
| 24º  | 53 | Deniz Öncü          | Red Bull KTM Ajo            | KTM RC 250 GP | 19   | +20,870   | 26º     |       |
| 25º  | 22 | Kazuki Masaki       | BOE Skull Rider Mugen Race  | KTM RC 250 GP | 19   | +34,135   | 28º     |       |
| 26º  | 54 | Riccardo Rossi      | Kömmerling Gresini          | Honda NSF250R | 19   | +43,083   | 18º     |       |
| 27º  | 69 | Tom Booth-Amos      | CIP Green Power             | KTM RC 250 GP | 19   | +1'06.771 | 30º     |       |

### Non classificato
| Nº | Pilota          | Squadra                    | Motocicletta  | Giri | Griglia |
| -- | --------------- | -------------------------- | ------------- | ---- | ------- |
| 76 | Makar Yurchenko | BOE Skull Rider Mugen Race | KTM RC 250 GP | 19   | 22º     |

### Ritirati
| Nº | Pilota         | Squadra        | Motocicletta  | Giri | Griglia |
| -- | -------------- | -------------- | ------------- | ---- | ------- |
| 42 | Marcos Ramírez | Leopard Racing | Honda NSF250R | 5    | 20º     |
| 5  | Jaume Masiá    | WWR            | KTM RC 250 GP | 1    | 15º     |